# Горка (Хиславичский район)
Горка — бывшая деревня в Хиславичском районе Смоленской области России.
Находилась в 2 верстах севернее современного посёлка Фролово на правом берегу речки Упинки, между ней и Сожом. Через деревню проходит старая дорога Смоленск - Хиславичи.

## История
В 1978 году деревни уже не существовало, в справочнике отмечено, что она числилась в списках только до 1968 года.
В 1993 году деревня считалась, как прекратившая существование деревня Упинского сельсовета Хиславичского района.